# Polysulfide
Die Polysulfide sind eine Gruppe chemischer Verbindungen, welche Ketten von Schwefelatomen enthalten.

## Anorganische Polysulfide
Anorganische Polysulfide (Polysulfane) sind Salze der Polyschwefelwasserstoffe. Sie enthalten als Anion ein zweifach negativ geladenes Polysulfid.

### Herstellung
Alkalimetallpolysulfide werden durch Umsetzung von Alkalimetallmonosulfid mit überschüssigem Schwefel erhalten. So entsteht zum Beispiel beim Schmelzen von Natriumsulfid mit Schwefel gelbes bis rotbraunes Natriumpolysulfid:
{\displaystyle \mathrm {Na_{2}S+n\;S\longrightarrow Na_{2}S_{n+1}} }
Auch die Umsetzung von Natriumhydrogensulfid mit Schwefel führt zu Natriumpolysulfiden, die sich in diesem Falle durch eine hohe Reinheit auszeichnen.
Großtechnisch werden Polysulfide durch Umsetzung von Natronlauge mit Schwefel gewonnen und gleich in wässriger Lösung weiterverarbeitet, da die Handhabung von reinem, festen Alkalipolysulfid schwierig ist.

### Verwendung
Polysulfide dienen in der Analytischen Chemie zum Nachweis von Cyanid-Ionen.
Polysulfide werden zur Fällung von gelösten, komplex gebundenen Schwermetallen, wie Ag, Cd, Pb, Cu, Hg, Ni, Zn aus Abwässern eingesetzt.

## Organische Polysulfide
Organische Polysulfide sind organische Verbindungen, die als funktionelle Gruppe Schwefel in Form von Schwefel-Schwefel-Bindung enthalten.

### Herstellung und Verwendung
Organische Polysulfide sind von großer technischer Bedeutung für die Herstellung von Dichtstoffen, insbesondere für die Anwendung bei der Fabrikation von Isoliergläsern. Aliphatische, organische Polysulfide werden in einem mehrstufigen Prozess gewonnen. Durch Umsetzung von 2-Chlorethanol mit Formaldehyd gelangt man in einer ersten Stufe zum Bis(2-chlorethyl)formal:
{\displaystyle \mathrm {2\ HO{-}CH_{2}{-}CH_{2}{-}Cl+H_{2}CO\longrightarrow Cl{-}CH_{2}{-}CH_{2}{-}O{-}CH_{2}{-}O{-}CH_{2}{-}CH_{2}{-}Cl} }
Das Formal wird mit Natriumpolysulfid unter Zusatz eines trifunktionalen Vernetzers zum aliphatischen Polysulfid der nachfolgenden vereinfachten Struktur umgesetzt:
{\displaystyle \mathrm {HS{-}CH_{2}{-}CH_{2}{-}O{-}CH_{2}{-}O{-}CH_{2}{-}CH_{2}{-}(SS{-}CH_{2}{-}CH_{2}{-}O{-}CH_{2}{-}O{-}CH_{2}{-}CH_{2})_{23}{-}SH\ } }
Über die terminalen Mercaptogruppen kann dieses zähflüssige Prepolymer leicht oxidativ, etwa mit Mangandioxid, aber auch mit Bleidioxid und Dichromaten, vernetzt werden und ergibt als Binder in entsprechenden Kleb- und Dichtstoffformulierungen gummielastische Produkte. Diese heterogene Oxidationsreaktion verläuft nicht stöchiometrisch und ist damit relativ unempfindlich gegenüber Fehldosierungen des Härters, der wie die Basiskomponente in der Regel zu pastöser Konsistenz formuliert wird.
Die Eigenschaften der ausgehärteten Polysulfidcompounds sind gute Witterungsstabilität, hohe Resistenz gegenüber Treibstoffen und vielen anderen Chemikalien, geringe Gasdurchlässigkeit, insbesondere für Edelgase, und eine gewisse Relaxation bei unter mechanischer Spannung stehenden Verklebungen bzw. Abdichtungen. Diese Kombination von Eigenschaften ist der Grund für die breite Verwendung von Polysulfidkleb- und Dichtstoffen, z. B. bei der Herstellung von Isolierglaseinheiten (Hauptverwendung), Dichtstoffen für die Luftfahrt, Tankstellenabdichtungen, chemikalienfesten Beschichtungen und Dichtstoffen für den Hoch- und Tiefbau.